# Hemyda zonula
Hemyda zonula är en tvåvingeart som beskrevs av Henry J. Reinhard 1951. Hemyda zonula ingår i släktet Hemyda och familjen parasitflugor. Inga underarter finns listade i Catalogue of Life.